# Brettspiel

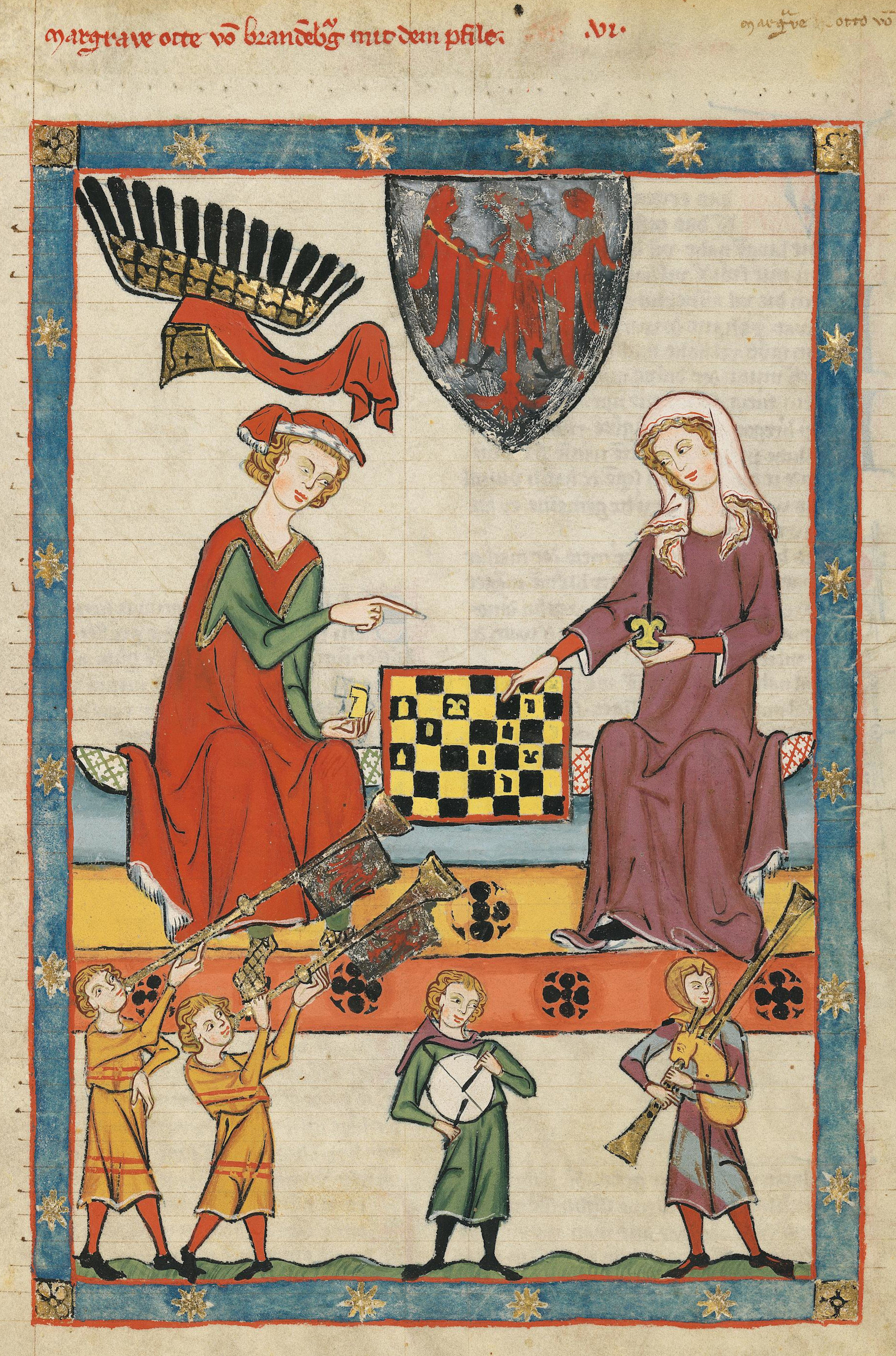
Adelige Schachspieler (Heiliges Römisches Reich, um 1320)

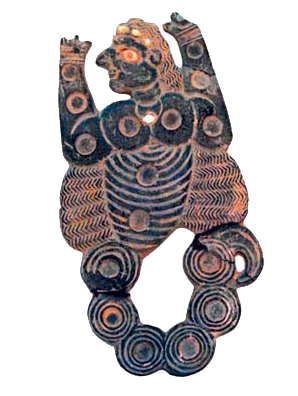
Die Brettspiele aus der Dschiroft-Kultur der Bronzezeit im Südosten Irans sind charakteristisch für die Spieletradition in Westasien vom 3. bis 1. Jahrtausend v. Chr. Solche detailreichen Spielbrette aus Chlorit-Stein-Relief in Form von Skorpion-Mann (wie hier) oder Adler sind eine persische Variante eines Mensch-Ärgere-Dich-Nicht-ähnlichen Spiels, bei dem zwei Spieler sich gegenseitig vom Brett werfen können.

Ein Brettspiel ist ein Gesellschaftsspiel, dessen kennzeichnendes Element ein Spielplan/-brett ist, auf dem Spieler mit Figuren, Steinen oder anderem Material agieren. Auch ein Spiel, bei dem eine reine Auslage entsteht (wie bei Carcassonne), wird oft zum Genre der Brettspiele gezählt, obwohl es sich streng genommen um ein Legespiel handelt.
Das Spielbrett muss nicht aus Holz oder aus einem Stück sein. Bei manchen Spielen, etwa bei Die Siedler von Catan, ist es variabel und wird vor jeder Partie neu zusammengesetzt. Die Bedeutung des Spielbretts ist in den einzelnen Spielen verschieden. Bei manchen Titeln – die in vielen Fällen an der Grenze zum reinen Karten- oder Würfelspiel stehen – stellt es eine angepasste Punktetabelle oder Karten- und Würfelablage dar, bei anderen ist es das spielbestimmende Element.
Eine besondere Qualitätsauszeichnung für Gesellschaftsspiele ist der Preis „Spiel des Jahres“. Er gilt als die weltweit bedeutendste Spieleauszeichnung und wird an deutschsprachige Spiele verliehen.

## Geschichte

### Klassische Brettspiele

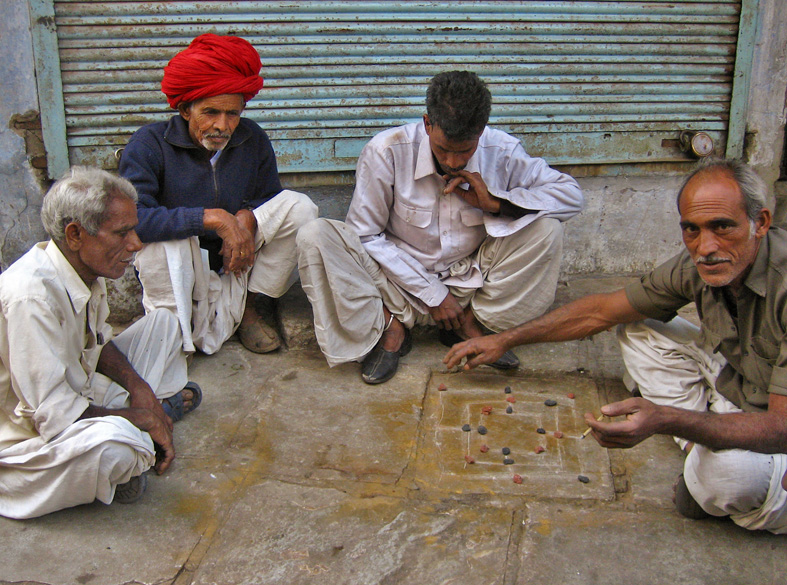
Männer beim Brettspiel auf einem Bürgersteig in Ahmedabad (Indien)

Die ersten Brettspiele wurden mit einfachen Materialien gespielt. Ein Spielfeld wurde in den Sand gezeichnet und Stöcke, Steine und Muscheln als Spielsteine benutzt. Erste vollständige Aufzeichnungen über Spiele wurden erst im 13. Jahrhundert gegeben. Als eines der ältesten, bekannten Brettspiele gilt das Königliche Spiel von Ur (2600 v. Chr.). Das ägyptische Senet ist für etwa 2600 v. Chr. nachgewiesen. Aus der Zeit des Mittleren Reiches ist Hunde und Schakale belegt. Zu den klassischen Brettspielen zählen
- Alquerque
- Backgammon
- Dame
- Gänsespiel
- Go, Gobang, Gomoku (Fünf in einer Reihe)
- Mancala
- Mühle
- Pachisi
- Schach, Shōgi, Xiangqi
- Surakarta

Ein besonders kompliziertes Brettspiel des Mittelalters war das „Philosophenspiel“ Rithmomachie. Eine Gruppe von asymmetrischen Brettspielen gibt es seit dem Hnefatafl der Wikinger, ein späteres Beispiel ist Fuchs und Gänse.

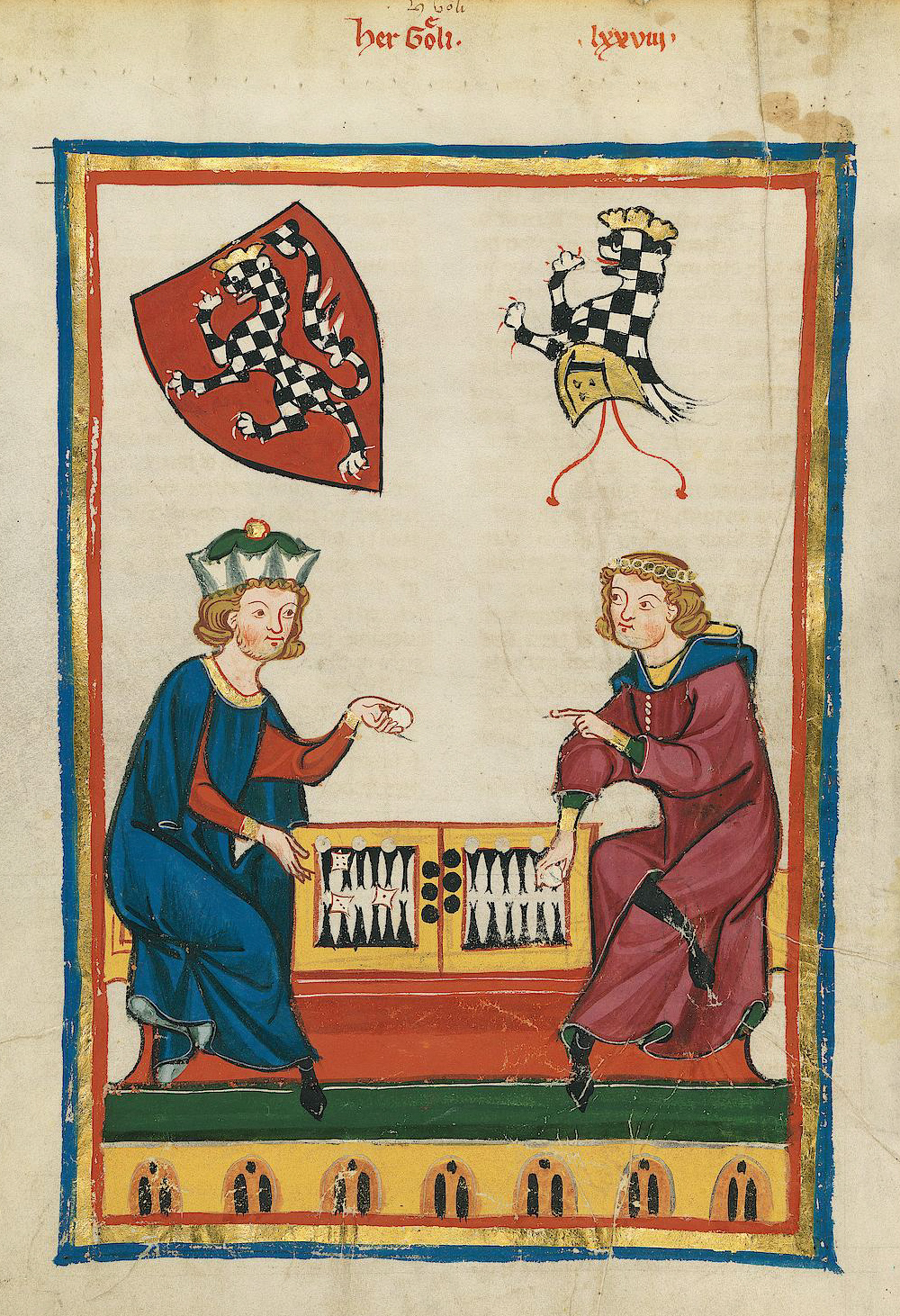
Backgammon-Vorläufer Wurfzabel im Codex Manesse
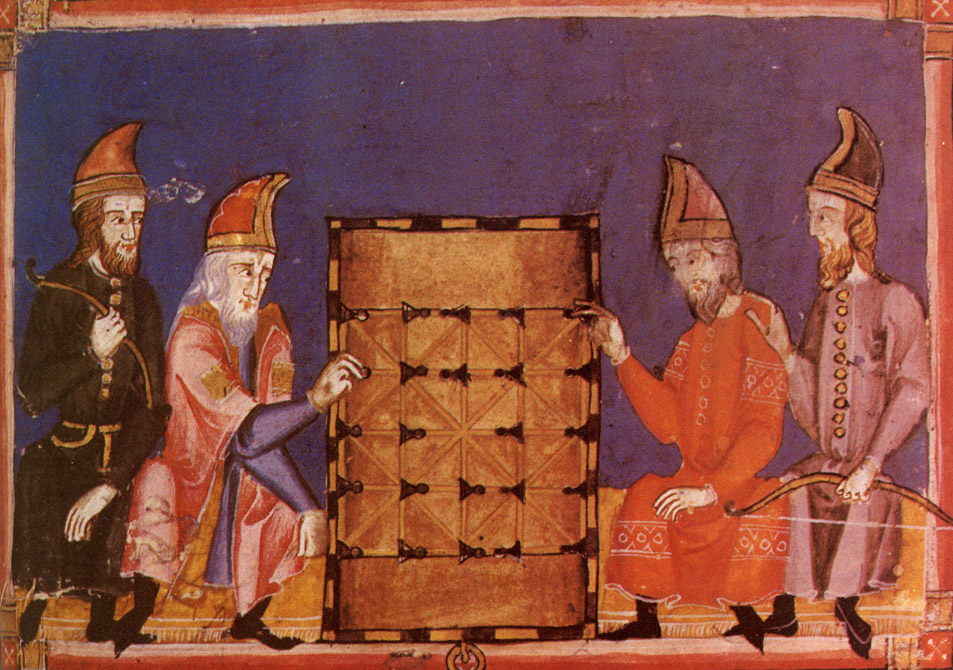
Alquerque im Libro de los Juegos
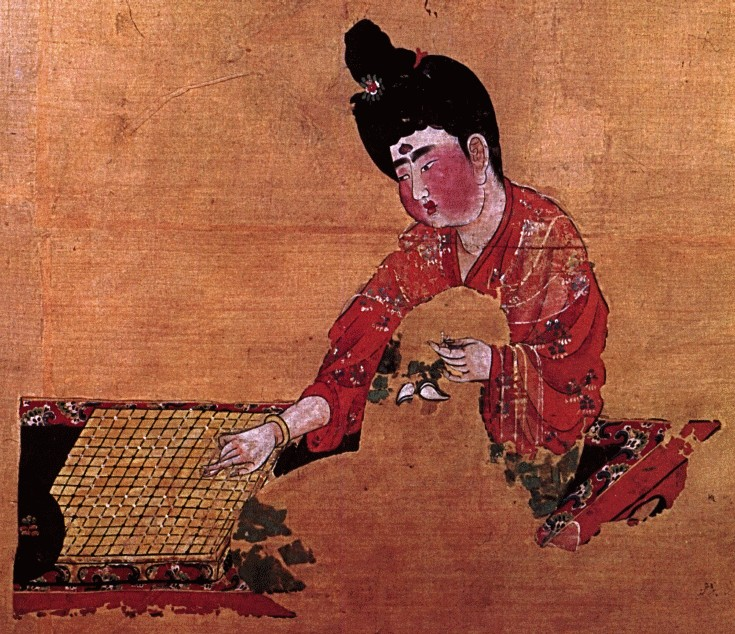
Die älteste bekannte Darstellung eines Go-Spiels (Tang-Zeit)
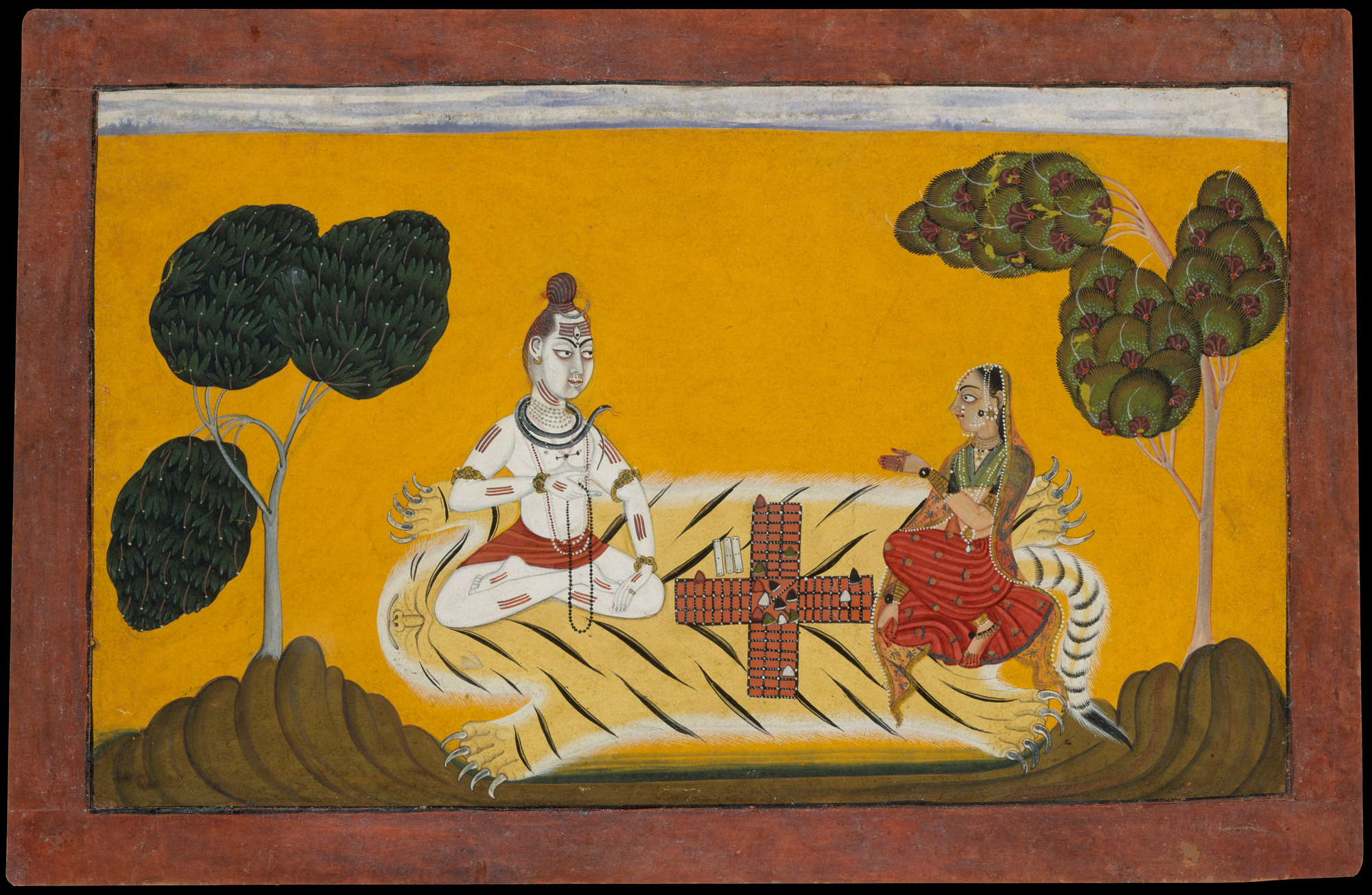
Shiva spielt mit Parvati den Pachisi-Vorläufer Chaupar (1694/95)
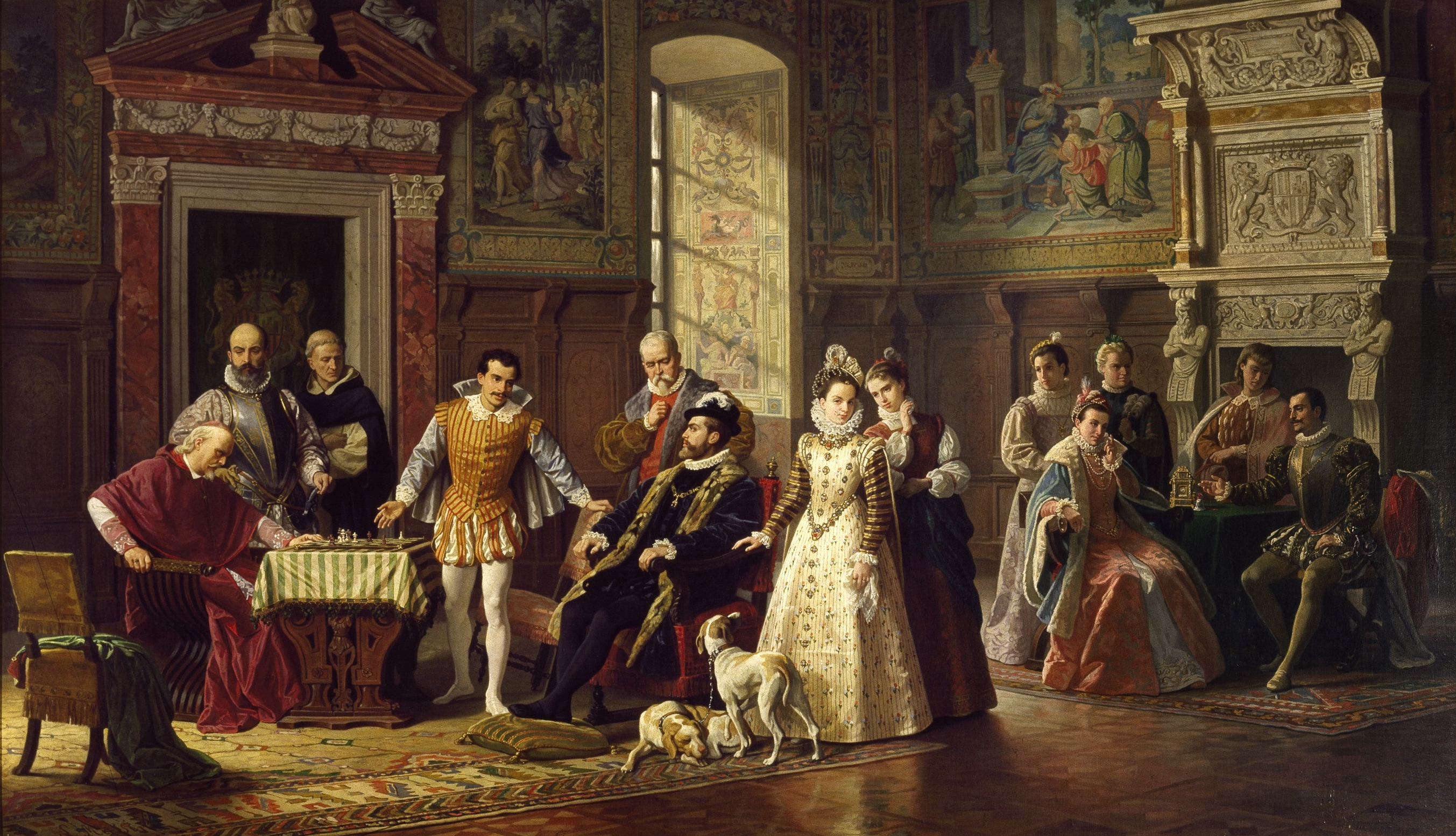
Erstes internationales Schachturnier am Hofe König Philipps II. (1575), Bild: Luigi Mussini (1886)

### Neuzeitliche Brettspiele
Neuzeitliche Brettspiele wurden, beginnend in den USA ab der zweiten Hälfte des 19. Jahrhunderts, durch Verlage wie Parker und Milton Bradley (MB) über den Handel vermarktet. Inzwischen ist bei fast allen Brettspielen der Autorenname angegeben.
Wird der Begriff Brettspiel ausgedehnt verstanden, so sind die Gattungen der neuzeitlichen Brettspiele und die der Gesellschaftsspiele weitgehend identisch, sofern der letztgenannte Begriff eng interpretiert wird, nämlich dadurch gekennzeichnet, dass Kartenspiele ausgeschlossen werden.

#### 19./20. Jahrhundert
Zu den Klassikern, die im 19. oder 20. Jahrhundert auf den Markt gebracht wurden, gehören Brettspiele wie
- Cluedo
- Diplomacy
- Fang den Hut
- Focus
- Halma (erfunden in den USA bereits 1883, als sechseckige Version in Deutschland 1892)
- Hase und Igel (erstes Spiel des Jahres)
- Hex
- Laska
- Leiterspiel
- Ludo, Mensch ärgere Dich nicht (in der Schweiz: Eile mit Weile) – Pachisi-Ableger
- Malefiz (international auch bekannt als Barricade, erschienen 1959)
- Monopoly (erfunden in den USA 1904, populär ab 1934)
- Parqués: Kolumbianisches Brettspiel
- Reversi
- Risiko (1957 erstmals erschienen, seit 1959 im Programm von Parker)
- Scotland Yard
- Scrabble (erfunden 1931, populär ab 1948, gleichzeitig ein Buchstabenspiel)
- Spiel des Lebens
- Stratego

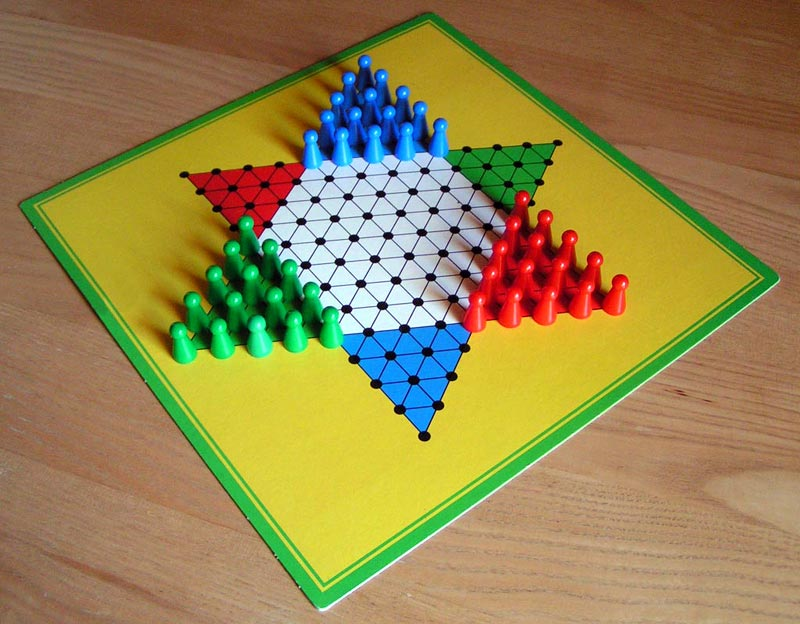
Halma
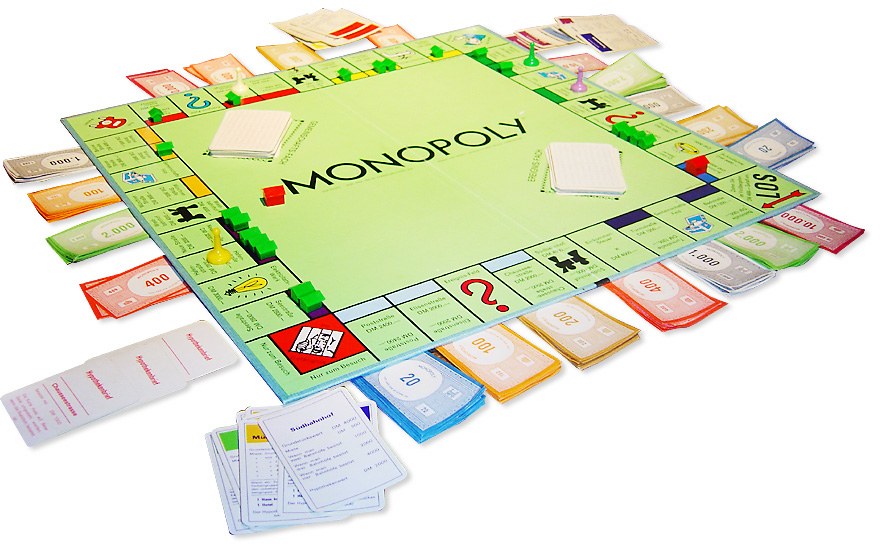
Monopoly
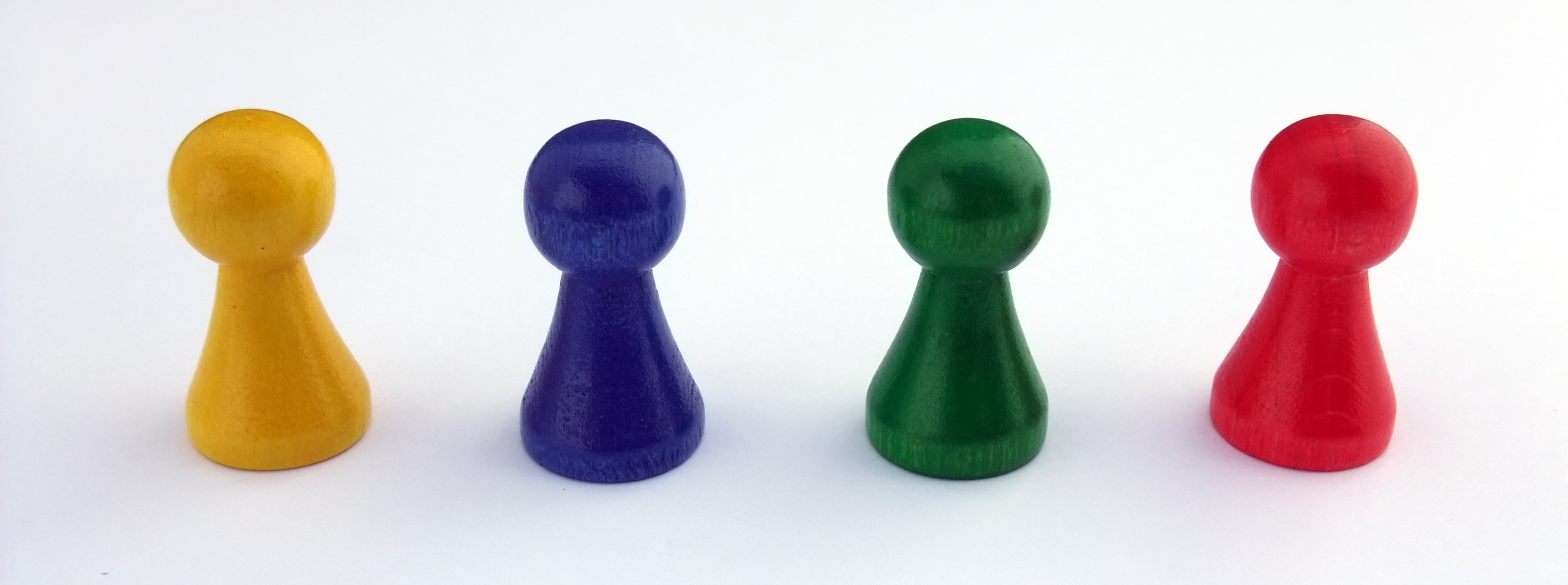
Klassische Spielsteine (Pöppel)

Im 20. Jahrhundert hatten breite Bevölkerungsschichten in Europa und Amerika erstmals freie Zeit, die nicht mit Arbeit und Haushaltsführung ausgefüllt war. Dadurch wurden Brettspiele populär. Zudem wurde beispielsweise Mensch ärgere Dich nicht im Ersten Weltkrieg an die Lazarette verschickt, damit sich die Soldaten die Zeit vertreiben konnten. Monopoly wurde als Zeitvertreib für die Zeit der Beschäftigungslosigkeit während der Weltwirtschaftskrise populär.
Monopoly wurde in Deutschland nach seinem Erfolg in den Vereinigten Staaten von Amerika 1936 bis 1938 und wieder ab 1953 von Schmidt Spiele herausgegeben. In Österreich wurden ab 1936 ähnliche Spiele unter anderen Namen herausgebracht. Monopoly gehört zu den erfolgreichsten Brettspielen in Deutschland und der Schweiz und die ab 1940 herausgegebene Monopoly-Variante DKT – Das kaufmännische Talent zu den erfolgreichsten Brettspielen in Österreich.

#### 1990er Jahre – Autoren- und Designerspiele
Brettspiele wie Scotland Yard (erschienen 1983), Das verrückte Labyrinth (1986), Siedler von Catan (1995), Carcassonne (2000, eigentlich eher ein Legespiel), Einfach Genial (2004) oder Puerto Rico (2002) werden auch als Autorenspiele bezeichnet, da verantwortliche Spieleautoren namentlich bekannt sind und sich oft haupt- oder nebenberuflich mit Spielen beschäftigen. Oft gibt es zu erfolgreichen Autorenspielen mehrere Aufbausets, Erweiterungen sowie abgeleitete Spiele (wie das Kartenspiel San Juan bei Puerto Rico oder die Erweiterung Seefahrer bei Siedler von Catan).
Während in den meisten Ländern vor allem klassische Brettspiele gespielt werden, hat sich im deutschsprachigen Raum eine vielfältige Szene um Autorenspiele gebildet. In den Vereinigten Staaten hat dies dazu geführt, dass Brettspiele auch als „German Games“ und später „Eurogames“ bezeichnet werden. Nach Angaben des Vorsitzenden des Verbandes „Fachgruppe Spiel“ Ernst Pohle kommen in Deutschland jährlich etwa 350 Spiele neu auf den Markt, mehr als in jedem anderen Land.
Die Internationalisierung des Phänomens der Renaissance von Brettspielen in neuer Vielfalt geht dabei rasch voran. In den USA, den Niederlanden, Frankreich und Teilen Asiens formieren sich lebendige Spieleszenen.
Mehr als 600 Neuheiten werden Jahr für Jahr auf den Spielemessen in Essen (im Oktober) und Nürnberg (im Februar) vorgestellt. Außerdem wird jährlich von einer Spielejournalisten-Jury die weltweit bedeutendste Spiele-Auszeichnung Spiel des Jahres vergeben, die in der Folgezeit für Katalogwerbung wie auch für das Design der Verpackung ein wertvolles Gütesiegel darstellt.

#### Ab 2000 – Wachstum des Brettspielmarktes

Veröffentlichte Brettspiele 1900–2014 laut BoardGameGeek; Erweiterungen sind orange markiert.

Beginnend mit Siedler von Catan und Carcassonne war seit den 2000er Jahren eine zunehmende Beliebtheit von Brett- und Kartenspielen zu sehen. Seit den 1980er Jahren war die Anzahl jährlicher Neuveröffentlichungen relativ konstant, sie stieg Mitte der 2000er und dann der 2010er Jahre zunehmend an. Zeugnis dieses Wachstums ist auch die Entwicklung der Besucherzahlen der Spiele-Messe SPIEL.

Jährliche Besucher der Spielemesse

Umsatz mit Gesellschaftsspielen in Deutschland in Millionen Euro

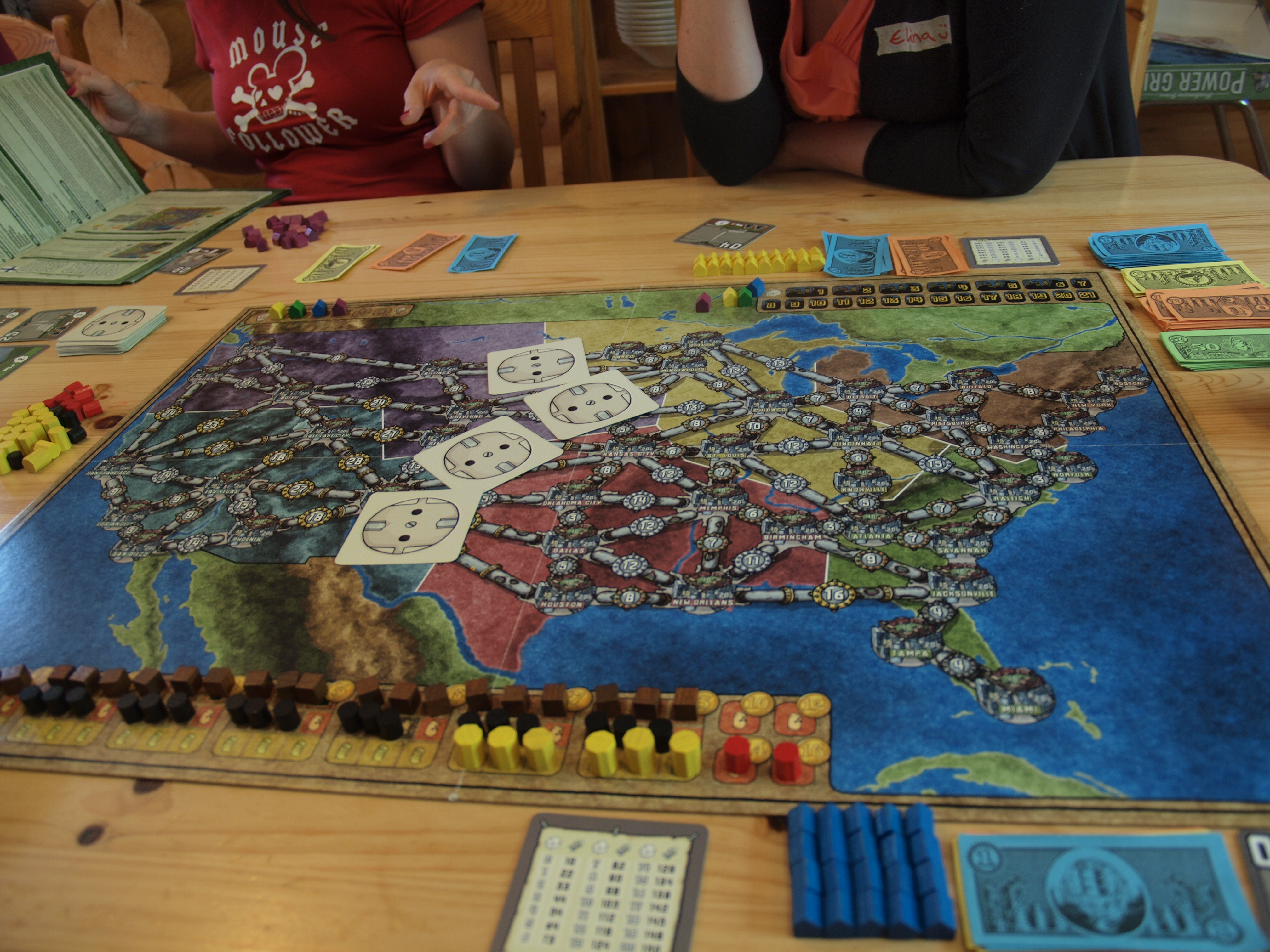
Funkenschlag / Power Grid (2004)
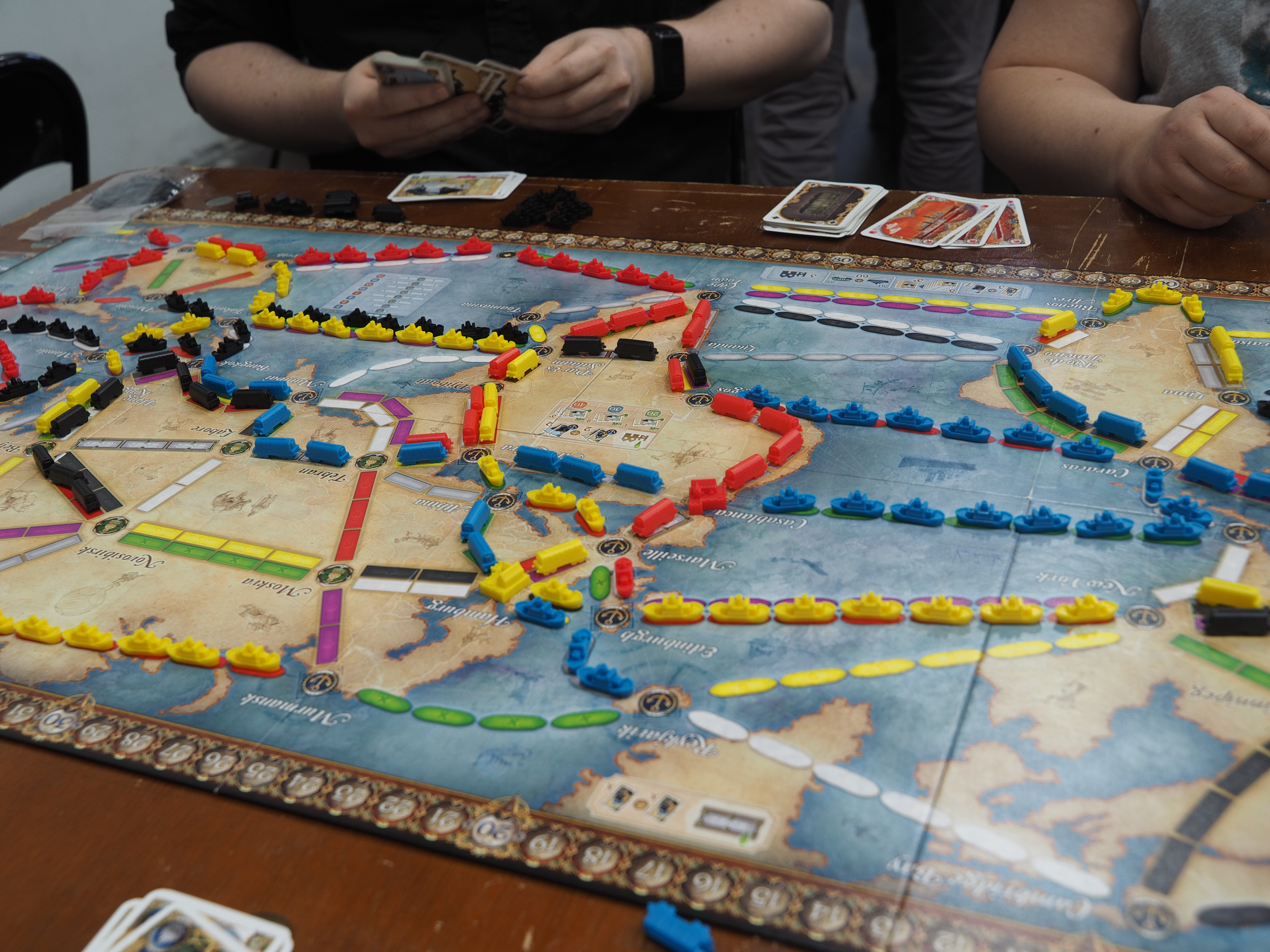
Zug um Zug / Ticket to Ride (2005)
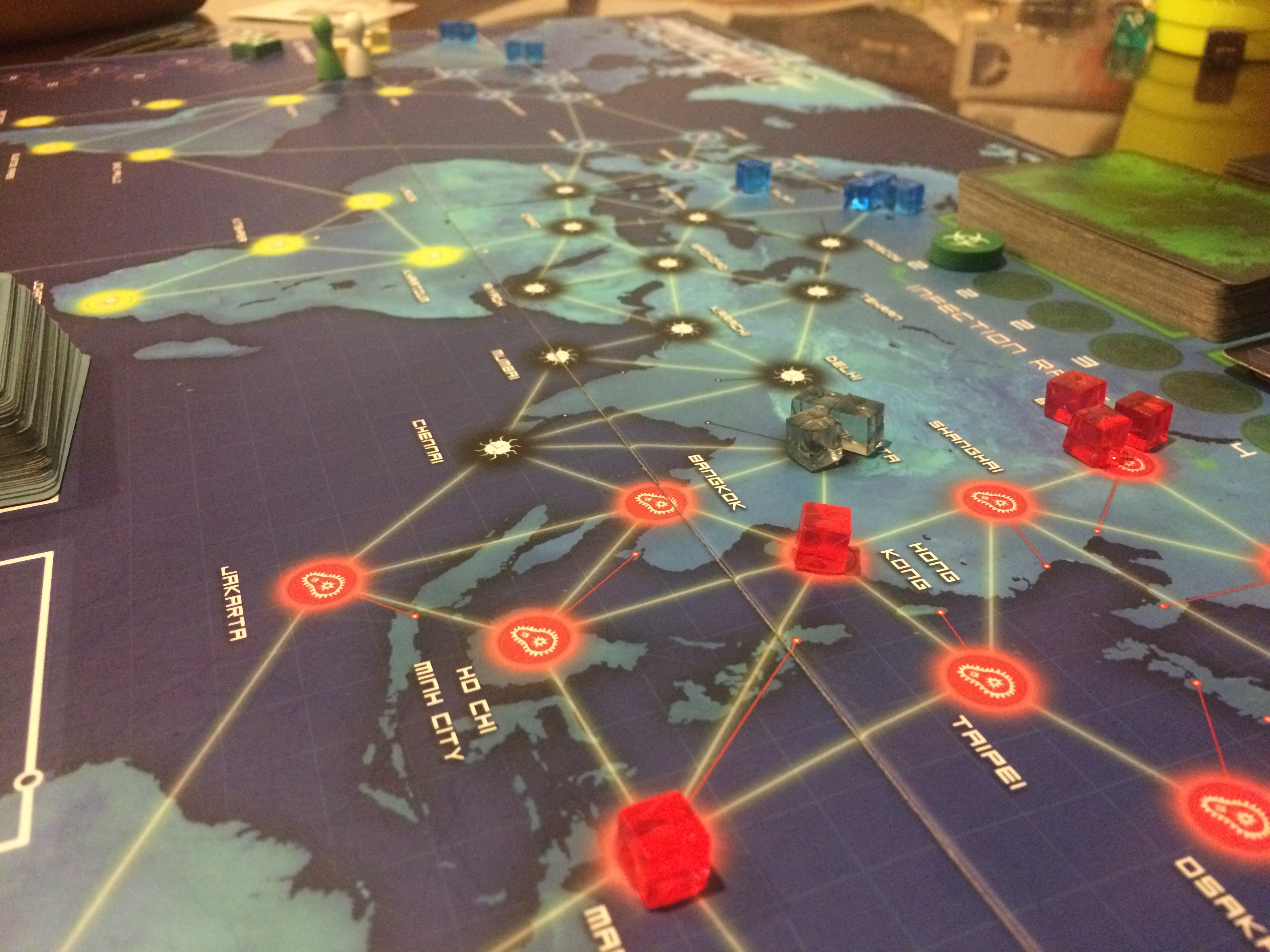
Pandemie (2008), ein kooperatives Spiel

Als weiterer Vertriebskanal etablierte sich in den 2010er Jahren das Crowdfunding, vor allem durch die US-amerikanische Plattform Kickstarter. Kleine Verlage oder Privatpersonen nutzen hier die Möglichkeit, mit überschaubarem finanziellen Risiko Projekte zu realisieren, die in den Programmen traditioneller Verlage kaum Aussicht auf Veröffentlichung gehabt hätten. Förderlich ist dies besonders für Nischen-Themen, anspruchsvolle und damit teure Materialien oder bei ausgefallenen Spielkonzepten.
Seit Mitte der 2010er Jahre wird das Crowdfunding professioneller. Auflagen und Finanzierungssummen werden größer und nähern sich denen klassischer Verlage an. Viele ehemals kleine Verlage wurden Industriegrößen. Häufig werden die Plattformen als Preorder-, Marketing- und Kommunikationskanal genutzt, ohne auf die ursprünglichen Vorteile – relativ geringes Investitionsrisiko, Experimentierfreudigkeit – angewiesen zu sein. Im Jahr 2017 lag die eingenommene Summe der erfolgreichen Kickstarter-Kampagnen bei 137 Mio. US-Dollar, und damit deutlich über denen der Videospiele (17 Mio. US-Dollar).

#### Moderne Genres und ihre Vertreter
- Deckbau-Kartenspiele (Deckbuilding): Dominion (Spiel des Jahres 2009)
- Drafting: 7 Wonders
- Arbeiter-Einsetzspiele (Worker-Placement): Stone Age, Village, Auf den Spuren von Marco Polo, Agricola
- Kooperative Spiele: Pandemie (Empfehlungsliste Spiel des Jahres 2009); Die Verbotene Insel (2011); Die Legenden von Andor (Kennerspiel des Jahres 2013) Hanabi (Spiel des Jahres 2013); The Mind (2018)
- „Legacy“-Spiele (episodenhafte Spiele mit Partie-übergreifendem Handlungsbogen und ggf. irreversiblen Materialveränderungen (Zerstören, Überkleben etc.)): Risiko Evolution (2012); Pandemic Legacy (2016); SeaFall (2016); Charterstone (2017)
- „EXIT- bzw. Escape-Room-Games“: Exit – Das Spiel (Kennerspiel des Jahres 2017)

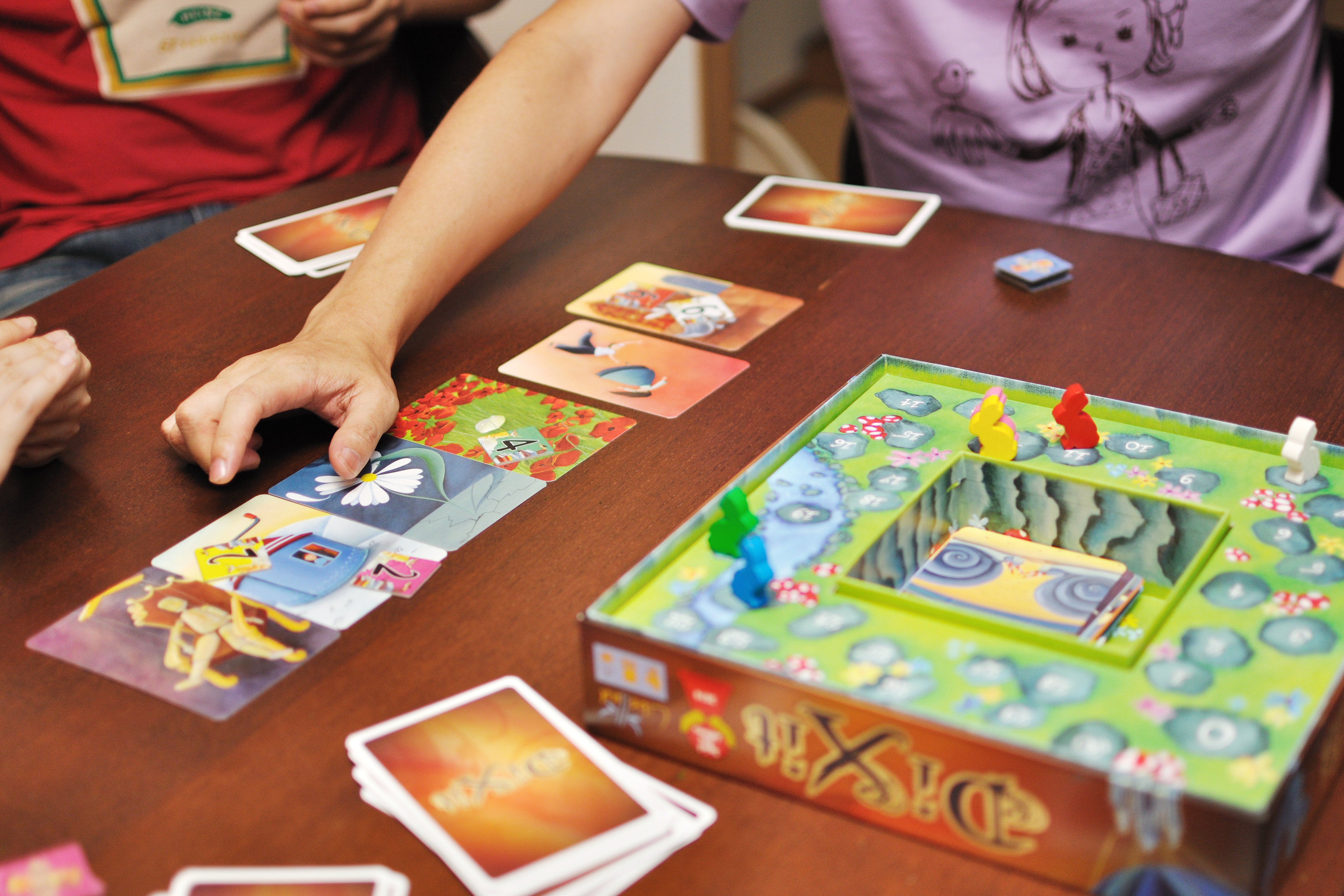
Dixit (2010)
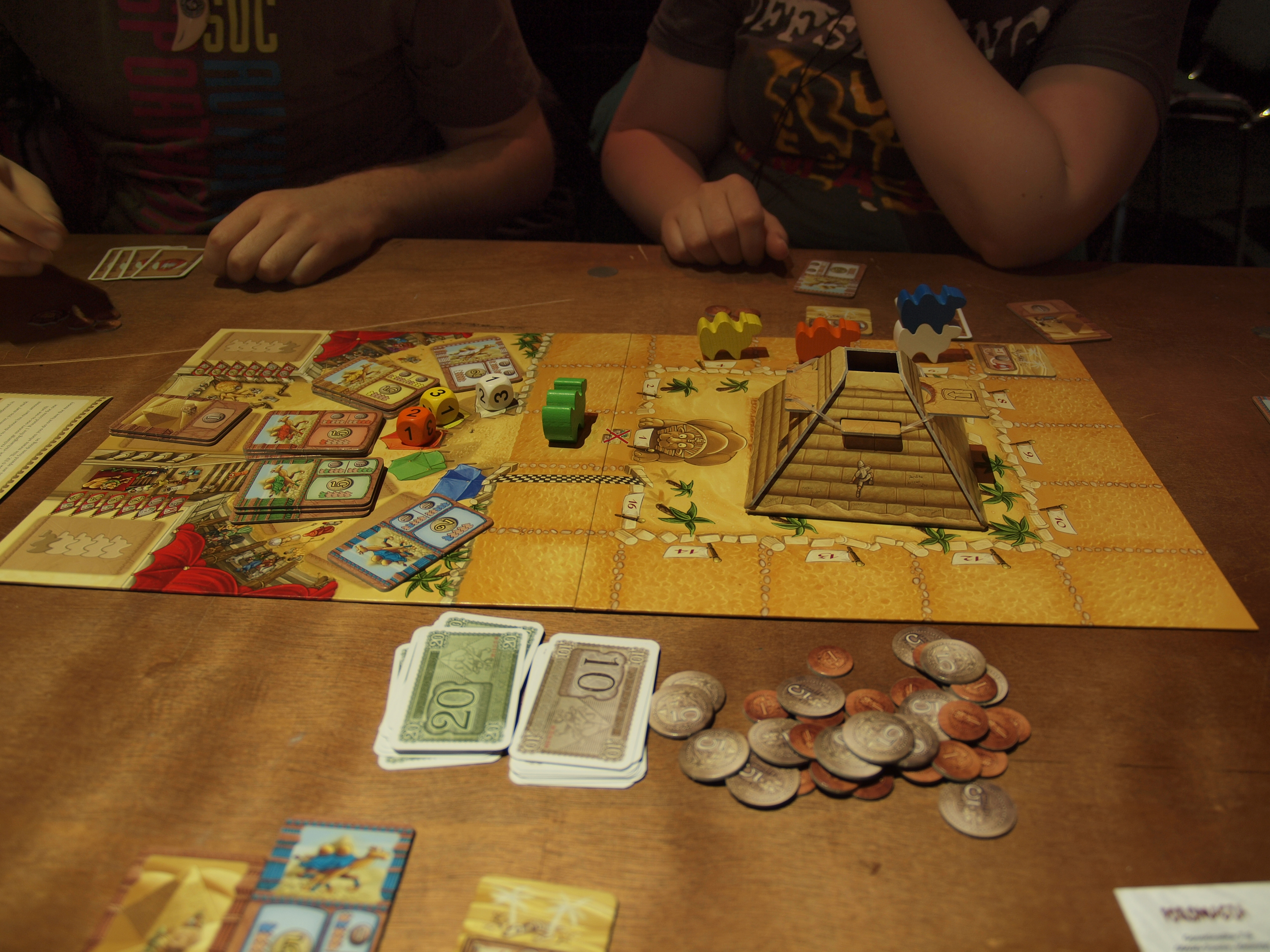
Camel Up (2014)
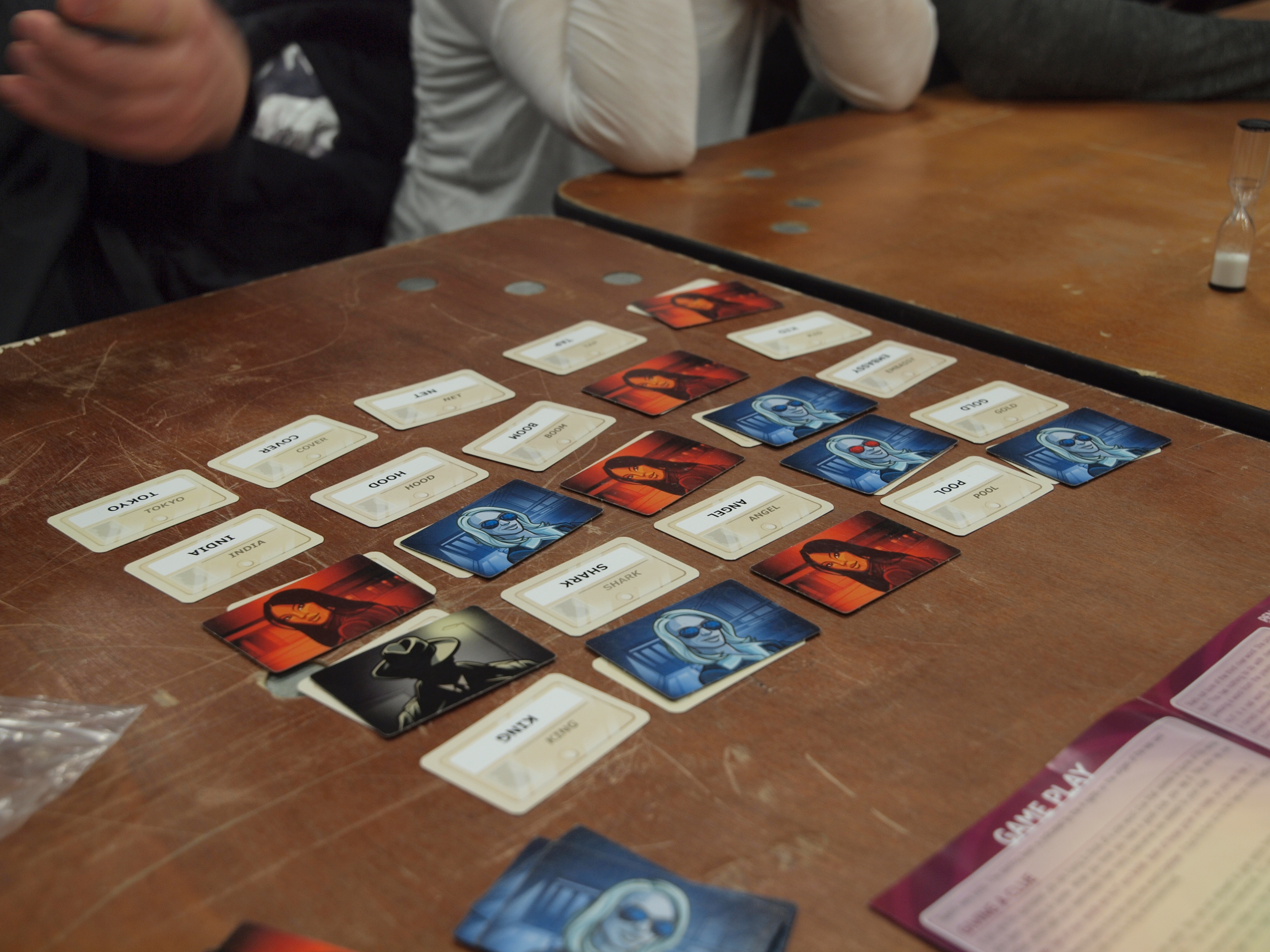
Codenames (2016)
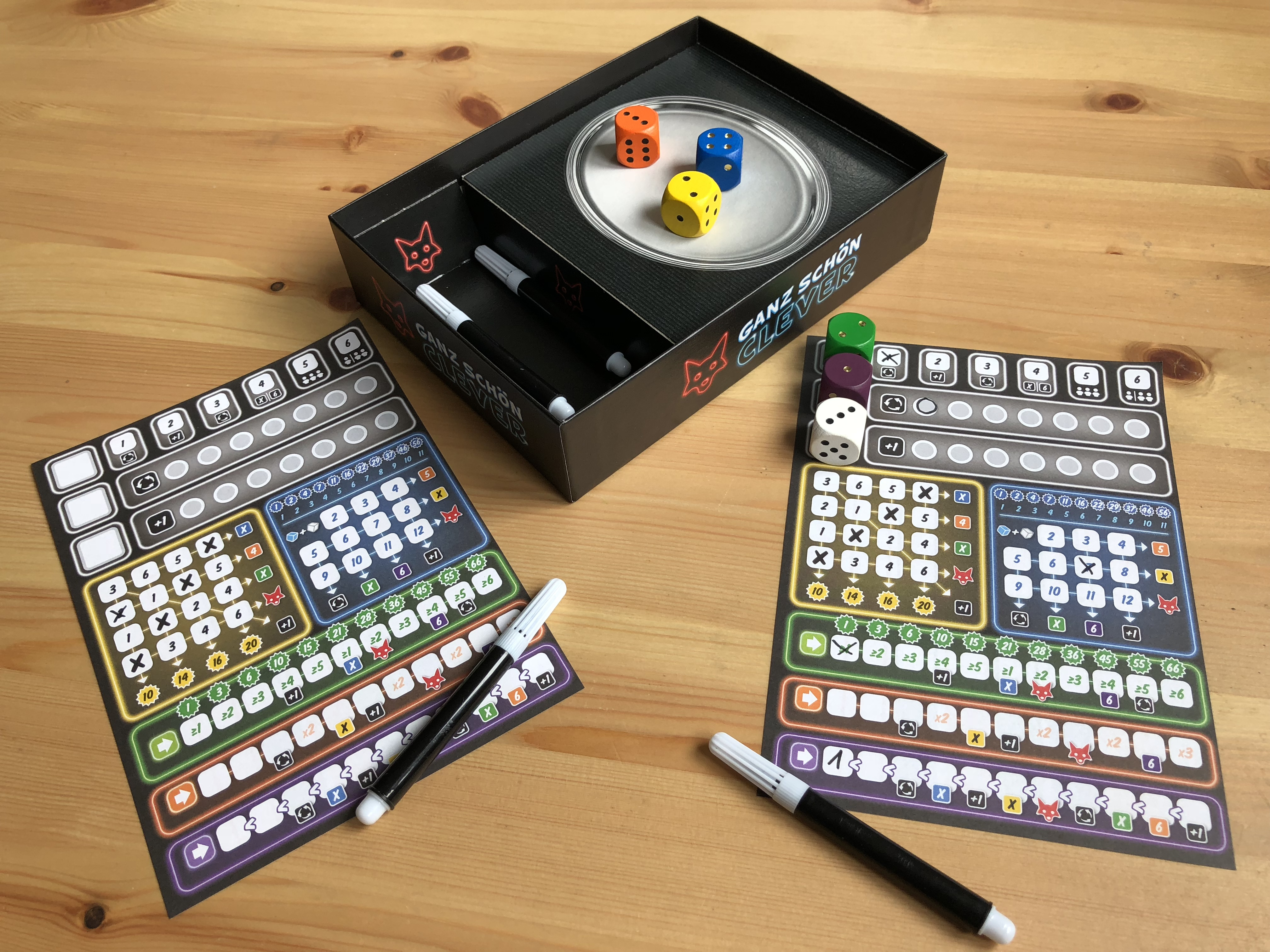
Ganz schön clever (2018)

## Typen von Brettspielen
Für Brettspiele existiert kein als allgemeinverbindlich angesehenes Klassifikationsschema. Neben den bereits beschriebenen Typen von Brettspielen wurden Einteilungen insbesondere für Sammlungen und Datenbanken vorgenommen.
Unabhängig davon sind Teilabgrenzungen von Brettspielen nach gemeinsamen Eigenschaften möglich:

### Brettspiele am Computer und im Internet

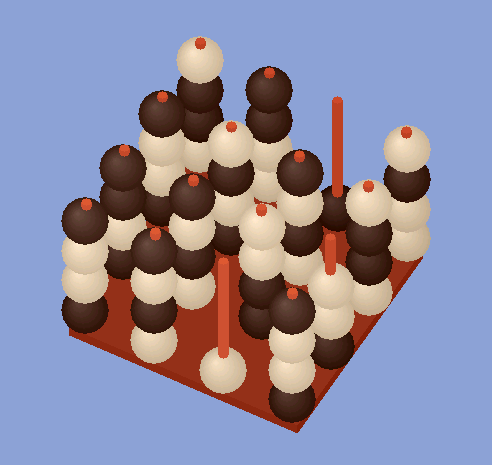
Sogo als Computerspiel

Viele klassische und zunehmend auch moderne Brettspiele erscheinen in digitaler Form, sei es als PC- oder Konsolen-Spiel, als Webanwendung im Browser, oder als App auf mobilen Endgeräten.
Besitzt ein Spiel nicht von sich aus einen Solo-Modus, so stellen Implementierungen meist einen Computergegner bereit („Künstliche Intelligenz“, KI). Mehrspielerpartien werden meist über einen Netzwerkmodus realisiert, in dem Menschen global verteilt in Echtzeit oder rundenbasiert (vgl. Fernschach) über das Internet miteinander spielen – oder alternativ über einen Hot-Seat-Modus, d. h. mehrere Spieler wechseln sich vor einem Gerät in der Bedienung ab.
Die Software kann die Spielregeln forcieren und überwachen oder diese Aufgabe den Spielern überlassen und nur die virtuelle Umgebung und die benötigten Spielmaterialien zur Verfügung stellen („Sandbox“).
Beispiele für Online-Plattformen mit einer Vielzahl von Spielen:
- Board Game Arena (Browser oder App, echtzeit- oder rundenbasiert; regelüberwacht)
- Brettspielwelt (Browser oder Client, echtzeitbasiert, regelüberwacht)
- Tabletop Simulator (PC, online, Sandbox)
- Vassal Engine (Open-Source Java-Desktopanwendung; online, Sandbox)
- Yucata.de (Browser; rundenbasiert; regelüberwacht)

### Elektronische Brettspiele
Zudem gibt es vollständig elektronische Brettspiele (mit Sensoren und Sprachausgabe) und DVD-Brettspiele (normale Brettspiele mit Zusatz-DVD).
Als „Hybrides Spiel“, „Hybridspiel“ oder auch interaktives Spiel werden Spiele bezeichnet, bei denen die Spieler wie bei einem herkömmlichen Brettspiel spielen, aber Würfeln, Züge, Zugauswertungen oder andere Spielmerkmale vom Computer berechnet werden. Anders als beim Computerspiel kann der Rechner nicht das Spielfeld ersetzen, sondern hilft bei der Auswertung der Züge, sodass sich Geschwindigkeit und Genauigkeit des Spiels erhöhen lassen. Ein Alleinspiel ist ebenfalls möglich, sofern der Spieler die Figuren auf dem Brett rückt. Klassiker dabei sind Schachcomputer.

### Didaktische Brettspiele
Mit didaktischen Brettspiele lassen sich bestimmte Lernprozesse initiieren und fördern. Sie nutzen die Attraktivität des Spielens als Methode, um Wissen, Können und Verhaltensweisen einzuüben. Didaktische Brettspiele gibt es für zahlreiche Fachinteressen. Im hohen Alter können Seniorenspiele dazu dienen, kognitive Fähigkeiten zu trainieren. In dieser Gruppe lassen sich grundsätzlich zwei Formen unterscheiden.

#### Das rezeptive didaktische Brettspiel

Schiffe versenken, Lernen des Koordinatensystems im Mathematikunterricht

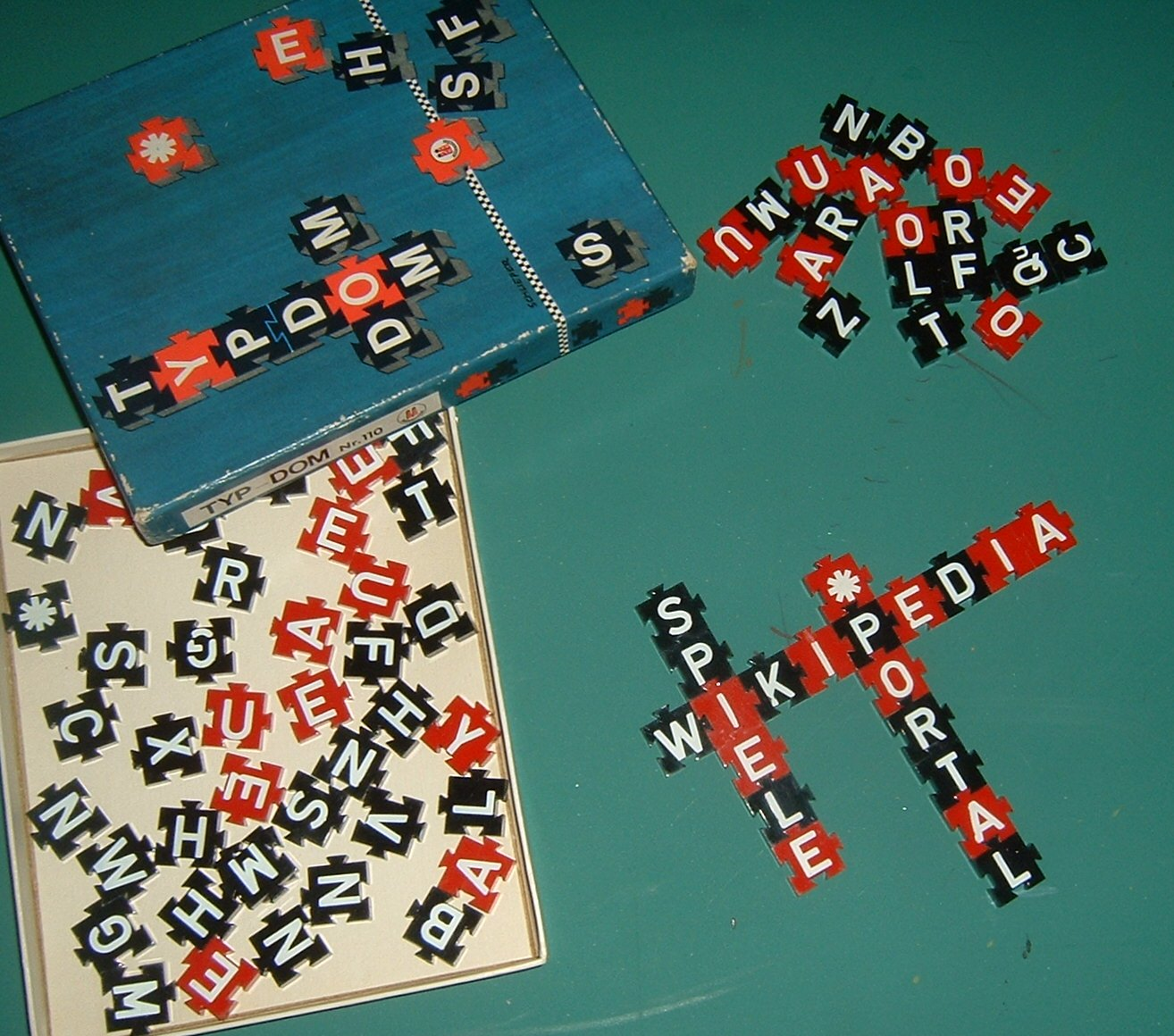
Typdom, Lernspiel mit Buchstaben (1930)

Das rezeptive Lernspiel greift auf vorhandene, meist im Lehrmittelhandel erhältliche, Spielformen zurück. Diese kennzeichnen sich als weitestgehend programmierte Spielabläufe und vorgegebene gewünschte Lösungen. Die Spielenden betätigen sich als reine Nutzer des Spieltyps und handeln entsprechend den Anweisungen und Regelvorgaben. Sie profitieren dabei von den richtigen Spiellösungen, die es zu finden gilt, indem sie vordergründig Punkte sammeln und gegen Mitspieler gewinnen können, hintergründig ihr Wissen und Können bereichern. Das schon seit dem 19. Jahrhundert bekannte „Klappenspiel“ (engl. „Shut the Box“) kann dem Vertrautwerden mit dem Zahlensystem im elementaren Rechenunterricht dienen.

#### Das kreative didaktische Brettspiel
Das kreative Lernspiel setzt die Spiel- und Lernprozesse bereits beim Erschaffen des Brettspiels an. Die Spielenden gehen einer Spielidee nach und kreieren dabei selbst gefundene Regeln, die sie in ein Brettspiel nach den eigenen Vorstellungen umsetzen. Das selbst entwickelte Spiel kann wiederum als Übungsspiel genutzt, aber auch jederzeit durch neue (verbesserte) Regeln weiter aus- und umgestaltet werden. Beim kreativen Brettspiel werden nicht nur fertige Spielvorlagen entsprechend fremder Handlungsvorgaben abgespielt. Es verfolgt den doppelten Zweck, zunächst in einem ersten Lernprozess im entdeckenden Spielen ein eigenes Brettspiel zu entwerfen und zu konstruieren, um dann in einem zweiten, einem übenden Folgeprozess es spielerisch zu nutzen und dabei die gewonnenen Erkenntnisse zu festigen und zu vertiefen.
Ein solches Beispiel aus der Verkehrserziehung ist das Schulwegspiel, ein von der Spielgruppe selbst erstelltes Brettspiel. Es folgt dem Gedanken, die Kinder bei ihren eigenen Verkehrserfahrungen abzuholen, sie zum selbstverantwortlichen Absolvieren ihres Schulwegs als Fußgänger zu ermuntern und sie dazu über die Entwicklung eines eigenen Brettspiels zu befähigen.

## Auszeichnungen
Aus Deutschland stammende und international beachtete Auszeichnungen sind die Kritikerpreise Spiel des Jahres, Kennerspiel des Jahres, und Kinderspiel des Jahres, sowie der von einem Fachpublikum vergebene Deutsche Spiele Preis.